# Automeris pencillatus
Automeris pencillatus är en fjärilsart som beskrevs av Eugène Louis Bouvier 1930. Automeris pencillatus ingår i släktet Automeris och familjen påfågelsspinnare. Inga underarter finns listade i Catalogue of Life.